# Estrategia del océano azul
La estrategia del océano azul surgió de una serie de investigaciones publicadas por W. Chan Kim y Renée Mauborgne, ambos profesores de la Escuela de Negocios INSEAD en revistas académicas como Harvard Business Review (1997-2005), donde analizaron 150 casos empresariales. El marco teórico fue formalizado en su publicación de 2005, donde los autores analizaron casos empresariales que alcanzaron ventajas competitivas sostenibles en sectores maduros con bajo crecimiento, mediante el estudio comparativo de 150 estrategias corporativas documentadas entre 1880 y 2000.
La estrategia se basa en un pilar fundamental: la innovación, donde los autores proponen que las empresas deben evitar la competencia directa como estrategia. Según los autores, el pensamiento estratégico tradicional se ha enfocado predominantemente en lo que denominan “océano rojo” —un entorno competitivo donde las empresas rivalizan por una misma base de clientes—, enfoque que el Dr. Deming ya describió a principios del siglo XX. Los modelos clásicos de administración suelen considerar la competencia como un factor determinante para el éxito empresarial. Sin embargo, Kim y Mauborgne plantean que este enfoque podría limitar la exploración de alternativas estratégicas menos centradas en la rivalidad directa.

## Influencias teóricas
La estrategia del océano azúl retoma y reelabora conceptos clave de varias corrientes del pensamiento estratégico:  
1. Diferenciación competitiva: Michael Porter (1985) estableció que las empresas deben elegir entre tres estrategias genéricas: liderazgo en costos, diferenciación o enfoque. La diferenciación implica crear valor único para el cliente mediante atributos distintivos (calidad, diseño, servicio, etc.).[3] Kim y Mauborgne tomaron el principio de diferenciación, pero lo reorientaron: Porter sostenía que se debía elegir entre costos o diferenciación, mientras que los autores propusieron romper esa dicotomía mediante “innovación en valor”.[1]
2. Innovación disruptiva: Clayton Christensen (1997) definió la innovación disruptiva como productos o servicios simples y accesibles que inicialmente atienden mercados ignorados, pero que eventualmente desplazan a los líderes establecidos (ej.: computadoras personales vs. mainframes).[4] Recupera la idea de Christensen sobre romper modelos establecidos, aunque centrándose en la expansión de la demanda (no en sustitución tecnológica).
3. Valor percibido: Philip Kotler (1991) enfatizó que el valor no es intrínseco al producto, sino construido por la percepción del cliente.[5] Kotler maximiza valor para clientes existentes mediante mercadotecnia mixta (precio, producto, plaza, promoción), mientras que la estratégica del océano azul redefine el valor para los “no clientes” eliminando factores irrelevantes. El "lienzo estratégico" de Kim y Mauborgne sistematiza cómo identificar qué atributos eliminar, reducir, elevar o crear.

## Cronología crítica
- 2007: Se funda el INSEAD Blue Ocean Strategy Institute para investigar aplicaciones prácticas.[6]
- 2015: Se publica una versión actualizada y extendida de la estratégia. Incluye estudios de caso actualizados y se enfoca en cómo aplicar los principios de estrategia de océano azul a escenarios contemporáneos.[7][8]
- 2017: Kim y Mauborgne publican Blue Ocean Shift, ampliando el marco a organizaciones no lucrativas.[9]

## Controversias y críticas
A pesar de su popularidad, la estrategia del océano azul ha recibido cuestionamientos académicos y prácticos. Analistas como García (2023) del portal Axial-ERP señalan que el modelo sobre simplifica la realidad empresarial, ya que asume que cualquier industria puede "crear mercados inexistentes", ignorando limitaciones estructurales como altas barreras de entrada en sectores regulados (ej.: farmacéutico o energético). Por su parte, la Santander Open Academy (2022) advierte que el 68% de las pymes que intentaron aplicar esta estrategia fracasaron al no considerar riesgos clave: saturación rápida de mercados "azules" (ej.: empresas de delivery durante la pandemia) o dificultades para escalar modelos hiper-personalizados.

## El océano rojo
En el libro, se retrata a la competencia entre empresas como un océano rojo, cuyo objetivo siempre ha sido superar al rival y ganar una posición en el mercado. Entre las consecuencias del océano rojo se menciona 
- Guerra de precios entre competencias
- Márgenes bajos de ganancia
- Dificultad para crecer en el medio empresarial[12]

## El océano azul
Representa a las ideas que buscan crear mercados que no aparezcan en la actualidad y, por lo tanto, sean viables debido a que son oportunidades de generar un crecimiento rentable a futuro. El océano azul se define como aquel espacio perteneciente al mercado y que aún no ha sido explotado, lo que generará una oportunidad para el crecimiento rentable, que tiene muchas más ventajas.

## Pasos para desarrollar la estrategia del océano azul
Los cinco principios básicos de todo océano azul son:
1. Crear nuevos espacios para el consumo.
2. Centrarse en la idea global, no en los números.
3. Conocer más allá de la demanda existente.
4. Asegurar la viabilidad de la estrategia.
5. No alejarse del área de confort donde nos encontramos.

Estos pasos se detallan a continuación.

### 1. Crear nuevos espacios para el consumo.
Es un proceso mediante el cual se busca crear el océano azul, es decir, nuevos negocios que sean innovadores, originales y que permitan a futuro ocupar un lugar en el mercado que genere la suficiente rentabilidad. No se trata de generar ideas y probar; la principal característica es «establecer un proceso estructurado que logre ampliar los límites del mercado tal y como se concibe hoy en día».
Existen cinco caminos que permiten llegar a este punto:
- Las empresas no solo deben luchar con la competencia, sino con aquellas empresas que generan productos sustitutos. Por ejemplo, están los restaurantes, los cines, incluso almacenes de ropa; todos cumplen la función de distraer al consumidor pero de diferente manera. Las empresas por lo general se fijan en luchar contra los competidores directos, pero dejan de lado aquellos que indirectamente están creando alternativas para los consumidores. Por lo tanto, es importante estudiar qué hacen las industrias alternativas.
- Entre las mismas empresas se encargan de pelear por quien lidere un segmento del público o clientes; compañías de alto rango pelean entre sí, dejando de lado a empresas que pueden ser más pequeñas y omitiendo que estas, a su vez, les están generando competencia. Es importante estudiar los distintos segmentos estratégicos que forman parte del mercado, abriéndole la puerta a mayor cantidad de clientes.
- En muchas ocasiones, sustituir el grupo objetivo al cual se dirige la oferta de la empresa por otro puede funcionar; modificar la estrategia convencional puede permitir que haya una expansión en el mercado.
- Estudiar y entender qué pasa antes, durante y después de utilizar un servicio o producto es también un camino para la creación de una estrategia de océano azul.
- La competencia no se mide solo en el precio y la utilidad que el producto o servicio brinde al cliente, pues crear nuevos espacios en el mercado apelando a sentimientos y emociones del consumidor puede ser una estrategia que funcione.

### 2. Lo importante es la idea global, no los números
Teniendo la idea clara, ahora es necesario saber cómo se aplicará a la empresa. Ya no se trata de buscar cómo competir en el mercado (océano rojo); con esta estrategia se busca alejarse de la competencia con nuevas ideas. Para este punto de la estrategia es necesario no solo fijarse en los números —aunque en algún punto serán importantes—; en ese momento es necesario ir más allá y mirar la globalización del mundo actual. Para esto es preciso tener clara la visión de cómo se hará el distanciamiento de la competencia.

#### Lienzo estratégico
- Despertar visual. Es la primera fase del segundo ciclo, donde en principio se compara a la empresa con los competidores actuales; lo que busca es realizar un estudio de la situación actual. Será la base para analizar en qué punto la estrategia debe cambiar.
- Exploración visual. Se necesita plantear cada uno de los cinco caminos que puedan ser tomados para crear un nuevo espacio estratégico en el mercado; en esta fase del segundo ciclo es necesario identificar los factores que se puedan modificar, eliminar o crear.
- Trabajo de campo. Es el momento de probar si la estrategia está funcionando. Los clientes, tanto los de la competencia como los nuevos, deberán aprobar.
- Comunicación visual. Se refleja la situación actual y la deseable de la empresa.

### 3. Ir más allá de la demanda
Toda empresa necesita corregir dos estrategias convencionales en el mercado: la primera es no centrarse únicamente en las necesidades del cliente actual, y la segunda, que conduce a realizar una segmentación excesiva del mercado. En este punto, lo que importa es dirigir la mirada a quienes no son aún clientes y conocer cuáles son sus necesidades.
La estrategia de toda empresa es mantener su lista de clientes actuales, pero una ventaja competitiva se ve cuando se dan nuevas oportunidades al segmentar el mercado.

### 4. Asegurar la viabilidad
Asegurar la estrategia permitirá saber que sea viable para la compañía; así, entonces, el objetivo es disminuir el riesgo que trae consigo la implantación de la estrategia. Parte de estas respuestas se encontrarán en la afirmación de las siguientes preguntas: ¿obtendrán los clientes una utilidad excepcional de la nueva idea de negocio? ¿El precio marcado para los productos o servicios está al alcance de la gran masa de posibles clientes? ¿La estructura de costes que tenemos es viable teniendo en cuenta el objetivo de precios que nos hemos marcado? ¿Existen obstáculos para transformar nuestra actual propuesta de valor?
El océano azul necesita que se le presente al cliente algo excepcional en el producto o servicio. Un producto será exitoso en la medida en que permita que la vida del consumidor sea sencilla, productiva, cómoda, divertida; el nuevo producto debe marcar la diferencia con el anterior, además de una nueva utilidad.
Un nuevo aspecto dentro de la viabilidad es el precio estratégico, que deberá atraer a los clientes y, además, necesitará retenerlos, crear fidelidad en el cliente.

## Ejemplos de empresas que representan el océano azul
- Cirque du Soleil
- ELECTROLUX
- NetJets (arrendadora de aviones de negocios)
- Ralph Lauren
- Swatch
- Marvel[13]
- Stitch Fix[14]
- Nintendo
- Novo Nordisk (empresa farmacéutica danesa)

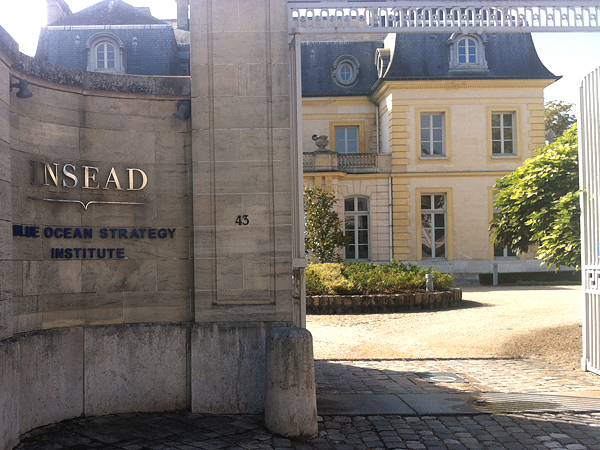
Centro para el estudio de Estrategia del Océano Azul, en el campus Europeo de INSEAD

- Nabi
- CEMEX (Cementos Mexicanos)
- BMW
- Nonwovens Ibérica SL

## Instituto para Estrategia del Océano Azul de INSEAD
El año 2007 los profesores W. Chan Kim y Renée Mauborgne, crearon el Instituto para la Estrategia del Océano Azul de INSEAD, IBOSI por sus siglas en inglés ( INSEAD Blue Ocean Strategy Institute). Hoy el instituto es un bullante centro intelectual, compuesto por miembros (executive fellows) de las mejores escuelas de negocios del mundo.